# Maruša Ferk
Maruša Ferk (Jesenice, 27 settembre 1988) è una sciatrice alpina slovena.
In seguito al matrimonio con l'allenatore ed ex sciatore Christophe Saioni ha aggiunto al proprio il cognome del coniuge e nella stagione 2021-2022, l'ultima della sua carriera, si è iscritta alle gare come Maruša Ferk Saioni.

## Biografia

### Stagioni 2004-2010
Sciatrice polivalente originaria di Blejska Dobrava di Jesenice e attiva in gare FIS dal dicembre del 2003, Maruša Ferk è entrata nella nazionale slovena nel 2005 iniziando a partecipare alla Coppa Europa: il suo debutto nel circuito continentale è avvenuto il 13 dicembre di quell'anno ad Alleghe in slalom gigante (43ª). Nella stagione 2006-2007 ha disputato una buona stagione in Coppa Europa, cogliendo a Melchsee-Frutt il primo podio e la prima vittoria, rispettivamente il 5 e il 6 gennaio, entrambi in slalom speciale. Grazie anche a un'altra vittoria e a un altro podio ha vinto la classifica di combinata ed è arrivata 3ª in quella di slalom speciale. L'esordio in Coppa del Mondo è avvenuto il 21 gennaio 2007 nello slalom gigante di Cortina d'Ampezzo, nel quale è arrivata 18ª; sempre nel 2007 ha partecipato ai Mondiali di Åre, suo esordio iridato, classificandosi 26ª sia in slalom gigante sia in slalom speciale.
Il 30 gennaio 2009 ha colto l'unico podio in Coppa del Mondo arrivando 3ª nello slalom speciale di Garmisch-Partenkirchen, dietro a Lindsey Vonn e Maria Riesch, mentre ai Mondiali di Val-d'Isère 2009 ha ottenuto il 22º posto nella discesa libera, il 27º nello slalom gigante, il 17º nello slalom speciale, il 10º nella supercombinata e non ha concluso il supergigante. Nella stagione successiva ha partecipato ai XXI Giochi olimpici invernali di Vancouver 2010, suo esordio olimpico, classificandosi 20ª nella discesa libera, 23ª nello slalom speciale, 15ª nella supercombinata e non concludendo il supergigante.

### Stagioni 2011-2018
Ai Mondiali di Garmisch-Partenkirchen 2011 è stata 12ª nella discesa libera, 27ª nel supergigante, 26ª nello slalom gigante, 9ª nella supercombinata e non ha concluso lo slalom speciale; l'11 febbraio 2012 ha conquistato a Bad Wiessee in slalom speciale l'ultima vittoria in Coppa Europa. Ai XXII Giochi olimpici invernali di Soči 2014 ha gareggiato in tutte le specialità: è arrivata 18ª nella discesa libera, 16ª nel supergigante, 19ª nello slalom speciale, 10ª nella supercombinata e non ha terminato lo slalom gigante.

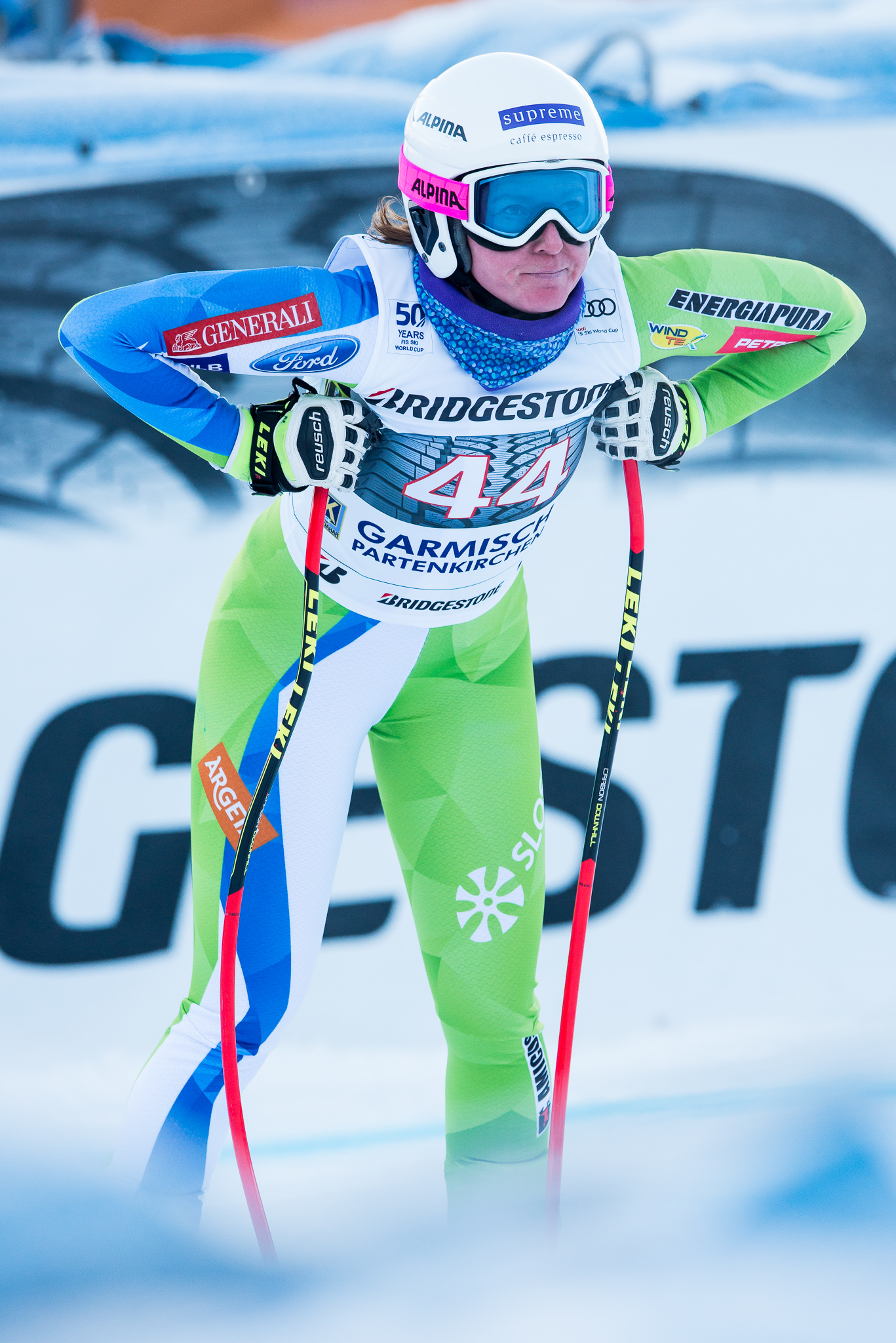
Marusa Ferk a Garmisch-Partenkirchen nel 2017

L'11 dicembre 2014 a Lake Louise in discesa libera ha ottenuto la sua unica vittoria in Nor-Am Cup; ai Mondiali di Sankt Moritz 2017 si è classificata 23ª nella discesa libera, 30ª nel supergigante, 8ª nella combinata e non ha completato lo slalom speciale. L'anno dopo ai XXIII Giochi olimpici invernali di Pyeongchang 2018 si è classificata 19ª nella discesa libera, 25ª nel supergigante, 18ª nello slalom speciale e non ha completato la combinata.

### Stagioni 2019-2023
Ai Mondiali di Åre 2019 è stata 33ª nella discesa libera, 27ª nello slalom speciale, 16ª nella combinata e 9ª nella gara a squadre; nella stagione seguente, il 20 febbraio 2020, ha ottenuto l'ultimo podio in Coppa Europa, a Sarentino in supergigante (2ª). Ai Mondiali di Cortina d'Ampezzo 2021, sua ultima presenza iridata, si è piazzata 22ª nella discesa libera, 24ª nel supergigante e 10ª nella combinata.
Ai XXIV Giochi olimpici invernali di Pechino 2022, suo congedo olimpico, è stata 23ª nella discesa libera, 23ª nel supergigante e 9ª nella combinata e si è ritirata al termine di quella stessa stagione 2021-2022: ha preso per l'ultima volta il via in Coppa del Mondo il 5 marzo a Lenzerheide in supergigante (31ª) e in seguito ha saltuariamente preso parte a gare minori. È inattiva del marzo del 2023.

## Palmarès

### Mondiali juniores
- 1 medaglia:
  - 1 bronzo (combinata ad Altenmarkt-Zauchensee/Flachau 2007)

### Coppa del Mondo
- Miglior piazzamento in classifica generale: 44ª nel 2010
- 1 podio:
  - 1 terzo posto

### Coppa Europa
- Miglior piazzamento in classifica generale: 2ª nel 2007
- Vincitrice della classifica di combinata nel 2007
- 10 podi:
  - 4 vittorie
  - 3 secondi posti
  - 3 terzi posti

#### Coppa Europa - vittorie
| Data             | Località       | Paese      | Specialità |
| ---------------- | -------------- | ---------- | ---------- |
| 6 gennaio 2007   | Melchsee-Frutt | Svizzera   | SL         |
| 16 gennaio 2007  | Sankt Moritz   | Svizzera   | SC         |
| 8 febbraio 2012  | Jasná          | Slovacchia | SC         |
| 11 febbraio 2012 | Bad Wiessee    | Germania   | SL         |

Legenda:

SL = slalom speciale

SC = supercombinata

### Nor-Am Cup
- Miglior piazzamento in classifica generale: 25ª nel 2015
- 3 podi:
  - 1 vittoria
  - 2 terzi posti

#### Nor-Am Cup - vittorie
| Data             | Località    | Paese  | Specialità |
| ---------------- | ----------- | ------ | ---------- |
| 11 dicembre 2014 | Lake Louise | Canada | DH         |

Legenda:

DH = discesa libera

### South American Cup
- Miglior piazzamento in classifica generale: 18ª nel 2009
- 1 podio:
  - 1 secondo posto

### Far East Cup
- Miglior piazzamento in classifica generale: 7ª nel 2017
- 10 podi:
  - 4 vittorie
  - 5 secondi posti
  - 1 terzo posto

#### Far East Cup - vittorie
| Data            | Località         | Paese         | Specialità |
| --------------- | ---------------- | ------------- | ---------- |
| 18 gennaio 2016 | Jisan            | Corea del Sud | SL         |
| 19 gennaio 2016 | Jisan            | Corea del Sud | SL         |
| 21 marzo 2017   | Južno-Sachalinsk | Russia        | SL         |
| 24 marzo 2018   | Južno-Sachalinsk | Russia        | SL         |

Legenda:

SL = slalom speciale

### Campionati sloveni
- 19 medaglie[3][4]:
  - 7 ori (slalom gigante, combinata[5] nel 2007; discesa libera, combinata nel 2010; supergigante, combinata nel 2016; slalom speciale nel 2017)
  - 8 argenti (supergigante, slalom speciale nel 2007; supergigante nel 2008; slalom speciale nel 2010; slalom speciale nel 2011; supercombinata nel 2012; discesa libera nel 2014; discesa libera nel 2016)
  - 4 bronzi (discesa libera nel 2007; discesa libera nel 2008; discesa libera nel 2009; slalom gigante nel 2010)